# Leonhard Kaiser
Leonhard Kaiser, auch Kaysser, Kayser, Keiser oder Käser, als Vornamen sind außerdem Lienhard und Lenhard belegt (* um 1480 in Raab; † 16. August 1527 in Schärding), war ein lutherischer Theologe und Reformator, der als Ketzer verbrannt wurde.

## Leben

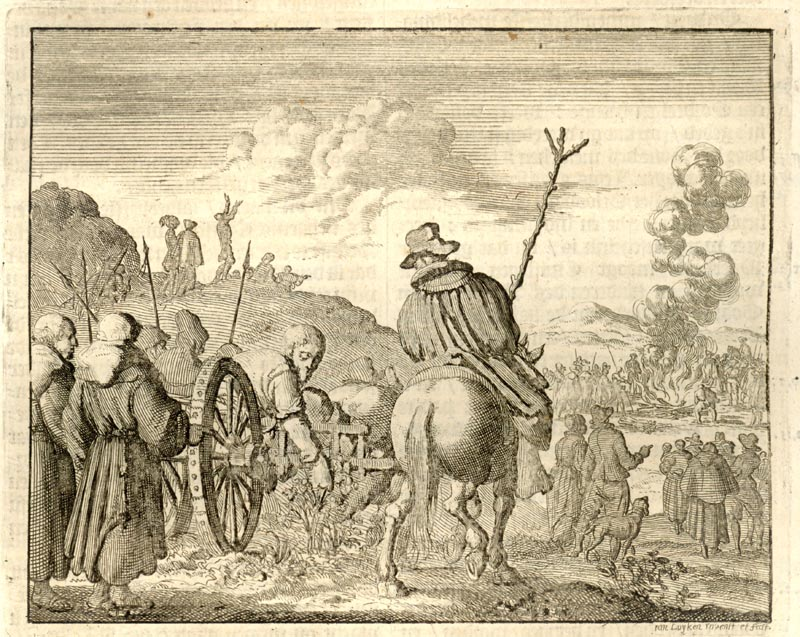
Die Hinrichtung von Leonhard Kaiser nach dem Märtyrerspiegel von 1660

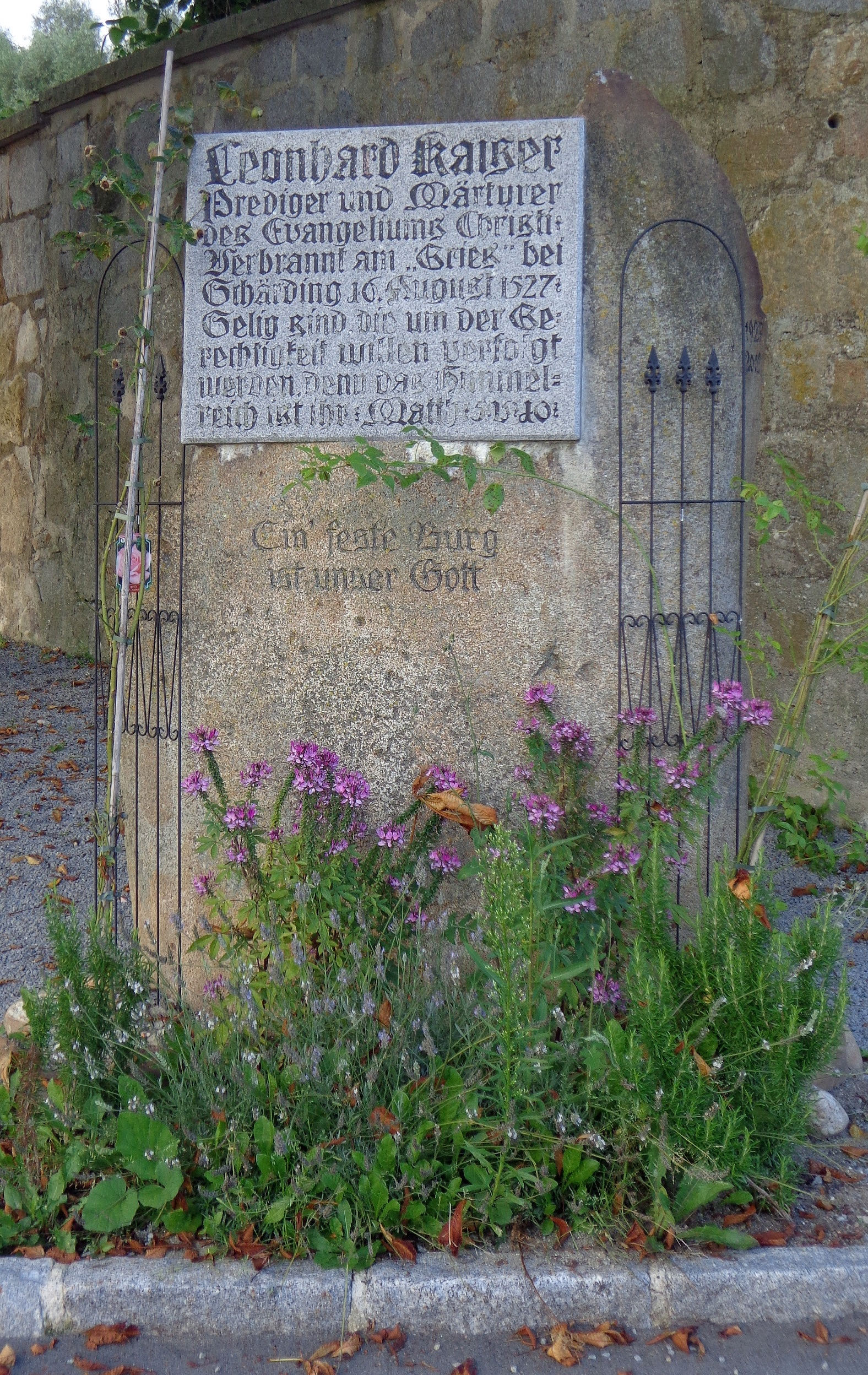
Denkmal für Kaiser nahe der Stelle seiner Hinrichtung

Kaiser entstammte einer angesehenen und wohlhabenden Familie im bayerischen Innviertel. Er studierte seit 1502 in Leipzig und erwarb sich das Baccalaureat. 1517 kam er als Vikar in das Dorf Waizenkirchen. Als zu Beginn der 20er Jahre hier auf oberösterreichischem Gebiet das Evangelium immer intensiver verkündet wurde, war er es, der „dem Volk die Wahrheit des Evangeliums“ anzeigte. Weit über die Gemarkung seines Dorfes hinaus wirkte der ruhige, nicht mehr ganz junge Kaplan, ehe er vom Pfründeninhaber wegen der geringer werdenden Einkünfte als Lutheraner angezeigt und 1524 zum Widerruf gezwungen wurde. Aber das Gewissen ließ ihm keine Ruhe. Er entschloss sich, die Heimat zu verlassen und nach Wittenberg zu gehen.
In der aufgeregten Zeit nach dem Bauernkrieg traf er dort ein und ließ sich an der Universität Leucorea einschreiben. Wie er sich dem Einfluss Martin Luthers nicht entziehen konnte, so gewann ihn, wie es heißt, Luther seinerseits besonders lieb. Von Wittenberg schickte Kaiser Briefe und Bücher nach Hause und wirkte dadurch auf seine Freunde in der Heimat weiter ein.
Um seinen todkranken Vater noch einmal zu sehen, reiste er 1527 heim, im Vertrauen darauf, dass in Bayern noch niemand wegen der „Lutherei“ umgekommen sei. Er wirkte auf seine Umgebung ein und trat auch mit Michael Stifel in persönliche Verbindung. Aber die Lage hatte sich geändert. Der Administrator von Passau, Ernst von Bayern, war zum Äußersten bereit. Auf die Anzeige des Pfarrers von Raab veranlassten die Behörden am 10. März 1527 eine Verhaftung Kaisers wegen Eidbrüchigkeit und Ketzerei.
Durch Stifel von den Ereignissen in Kenntnis gesetzt, schrieb Luther an ihn einen Trostbrief und mahnte ihn, ob er befreit würde oder nicht, „den väterlichen Willen Gottes an ihm zu erkennen, zu tragen, zu lieben und zu loben mit gutem Herzen“. Luther bat auch seinen Kurfürsten und den Markgrafen Kasimir, sich für ihn zu verwenden. Auch der heimatliche Adel ließ es sich nicht nehmen, für den beliebten Prediger einzutreten.
Jedoch konnte der bischöfliche Administrator durch diese Fürsprecher und ihre Bitten nicht bewogen werden, ihn freizugeben. Von einer Kommission, zu der auch der bekannte Ingolstädter Professor und Luther-Gegner Johannes Eck gehörte, wurde er verhört. Er selbst berichtete über diesen Prozess an seine Verwandten, die den Bericht später an Luther gelangen ließen. So ist der Verlauf dieses Ketzergerichts bekannt geworden. Seine „Rückfälligkeit“ und seine Beziehungen zu Luther waren dabei belastend genug. Seine Anschauungen erwiesen sich als ganz lutherisch. Er berief sich nämlich immer nur auf die Schrift. Ein Widerruf war von ihm nicht zu erreichen. So wurde er auf Grund des geltenden Rechtes verurteilt und dem weltlichen Arm zur Hinrichtung übergeben. Am 16. August 1527 wurde er in Schärding als Ketzer verbrannt.

## Nachleben

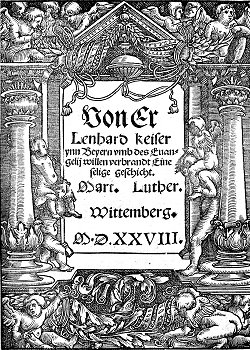
Luthers Von Er Lenhard keiser ynn Beyern umb des Evangelij willen verbrandt (1528; Titelblatt)

Der Bevölkerung bemächtigte sich eine nicht geringe Erregung angesichts dieser Vorgänge. Eine beginnende Legendenbildung und vor allem eine anonym erschienene Flugschrift, die Kaiser verherrlichte, machte den Machthabern zu schaffen, so dass Eck eine Antwort darauf schrieb, die freilich sehr schwach ausfiel.
Martin Luther veröffentlichte im Dezember 1527 (mit der Jahresangabe 1528) die Schrift Von Er Lenhard Keiser ynn Beyern umb des Evangelii willen verbrandt, deren insgesamt neun Ausgaben davon zeugen, dass sie weitverbreitet war. In ihr stützte sich Luther einerseits auf Kaisers Berichte und sein Testament, andererseits auf einen schriftlichen Augenzeugenbericht von der Verhandlung in Passau und der Hinrichtung in Schärding. Der Feuertod seines Schülers hatte Luther sehr bewegt.
In der katholisch geprägten Geschichtsschreibung wurde lange die Meinung vertreten, Kaiser sei zu den Täufern zu rechnen, wofür es allerdings keinerlei Beweise gibt.
Anlässlich des 400. Todestages wurde am Innufer vor den Toren Schärdings ein Gedenkstein enthüllt. Seine Inschrift lautet: Leonhard Kaiser, Prediger und Märtyrer des Evangeliums Christi; verbrannt am „Gries“ bei Schärding am 16. August 1527. Selig sind, die um der Gerechtigkeit willen verfolgt werden, denn das Himmelreich ist ihr, Matthäus 5, Vers 10.
Am 16. August 1977 fand in Schärding unter großer Beteiligung evangelischer Christen aus Österreich und Deutschland eine Gedenkfeier zum 450. Todestag Kaisers statt.
Der Gedenktag Leonhard Kaisers im Evangelischen Namenkalender der Evangelischen Kirche in Deutschland ist der 16. August.